# هرمز رسام
هرمز رسّام (بالإنجليزية: Hormuzd Rassam)‏ (بالسّريانيَّة: ܗܪܡܙܕ ܪܣܐܡ) (1826 - 1910) كان عالم آشوريات آشوري موصلي، شغل والده منصب الأسقف في الكنيسة الكلدانية الكاثوليكية، وقد أثارت الآثار العراقية فضوله فاستقدمهُ هنري لايارد لمساعدته في التنقيب عن آثار نينوى، كما هاجر بتشجيع منهُ إلى بريطانيا حيث تلقى علومه في كلية مغدالين في أكسفورد وعاد إلى نينوى للتنقيب عن الآثار حيث يعزى إليه اكتشاف آثار ملحمة كلكامش، وكشف عن الكثير من الآثار في العراق ومنها تماثيل الثيران المجنحة التي شحنها إلى بريطانيا عن طريق نهر دجلة بواسطة قوارب تسمى (الكلك) إلى شط العرب حيث نقلتها السفن البريطانية من هناك.

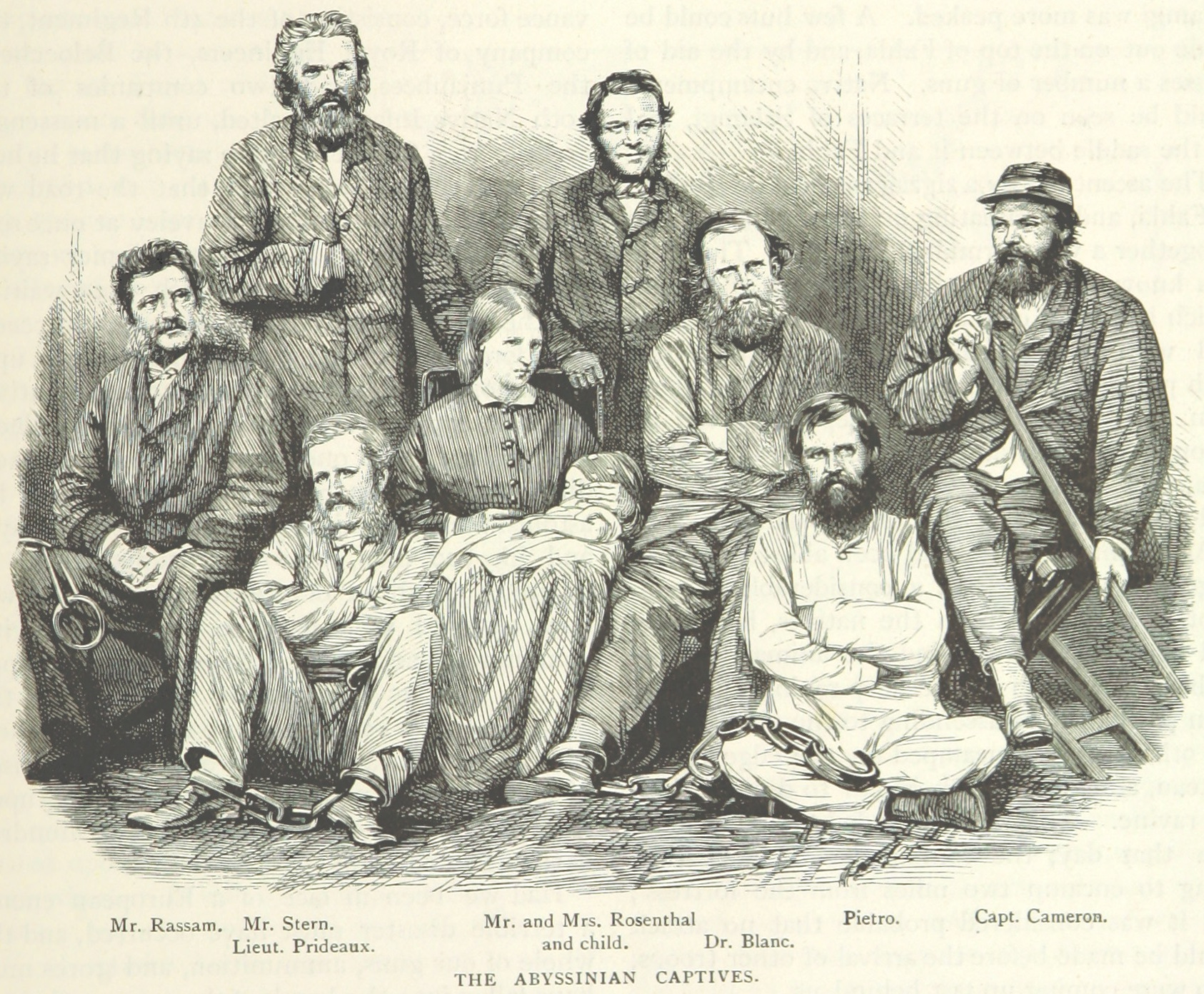
الأسرى البريطانيين في الحبشة الذين أطلق الإنجليز سراحهم بعد حملة عسكرية كلفت الحكومة مليون ليرة

ولقد أوفدته الملكة فكتوريا إلى الحبشة (إثيوبيا) فسُجِنَ هناك، وأطلق الإنجليز سراحه، وسراح رفاقه بحملة عسكريّة كانت تهدف إلى تأديب ملك الحبشة، ولذلك لُقّب في إنجلترا بالرّجل الّذي كلّفَ الحُكومة مليون ليرة إنكليزيّة، ثم أوفدته وزارة خارجيّة إنجلترا للتّحقيق في أوضاع المسيحيّين في آسيا الصُّغرى وأرمينيا وكُردستان، وحاز على الجنسية البريطانية، وساهم بعدة مهمات دبلوماسية في القرن الأفريقي والشرق الأوسط. وقضى رسام بقية حياته في برايتون، حيث تزوج من امرأة بريطانية وألف عدة كتب عن استكشافاته الآثارية، وقد ذكرته دائرة المعارف البريطانيّة من بين عُظماء الإنجليز في القرن التاسع عشر.

## سيرة ذاتية

### النشأة
كان هرمز رسام من الآشوريين العراقيين، ولد في الموصل في أعالي بلاد الرافدين (ما يعرف اليوم بشمال العراق الحديث)، وجزء من الدولة العثمانية. كان والده عضواً في الكنيسة الكلدانية الكاثوليكية. كان والده، أنطون رسام، من الموصل، وكان رئيساً للدير في الكنيسة الكلدانية الكاثوليكية. كانت والدته السورية تيريزا ابنة إسحاق حلبي من حلب، شقيق هرمز كان نائب القنصل البريطاني في الموصل، والذي ساعده للحصول على بدايته مع لايارد.

### مهنته الأثرية المبكرة
في سن الـ 20 عام 1846، تم توظيف رسام من قبل عالم الآثار البريطاني أوستن هنري لايارد كمدير للدفع في نمرود، وهو موقع تنقيب آشوري قريب. كان لايارد، الذي كان في الموصل في أول رحلة استكشافية له (1845-1847)، قد أثار إعجابه رسام الكادح وأخذه تحت جناحه. وأصبحا صديقين مدى الحياة. أتاح لايارد فرصة لهرمز للسفر إلى إنجلترا والدراسة في كلية ماجدالين، أكسفورد. درس هناك لمدة 18 شهراً قبل مرافقة لايارد في رحلته الثانية إلى العراق (1849-1851).
ترك علم الآثار لبدء عمله السياسي. وواصل رسام العمل الميداني (1852-1854) في نمرود ونينوى، حيث قام بعدد من الاكتشافات الهامة والمستقلة. شملت هذه الأقراص الطينية التي سيتم لاحقاً فك رموزها من قبل جورج سميث كملحمة كلكجامش، أقدم قصيدة سردية مكتوبة في العالم. ووصف الكتابات لحكاية الطوفان كتبت قبل 1000 عام من أقدم سجل في قصة نوح التوراتية، تسبب في الكثير من الجدل في ذلك الوقت حول سرد الكتاب المقدس للتاريخ القديم.

### مهنته الأثرية اللاحقة

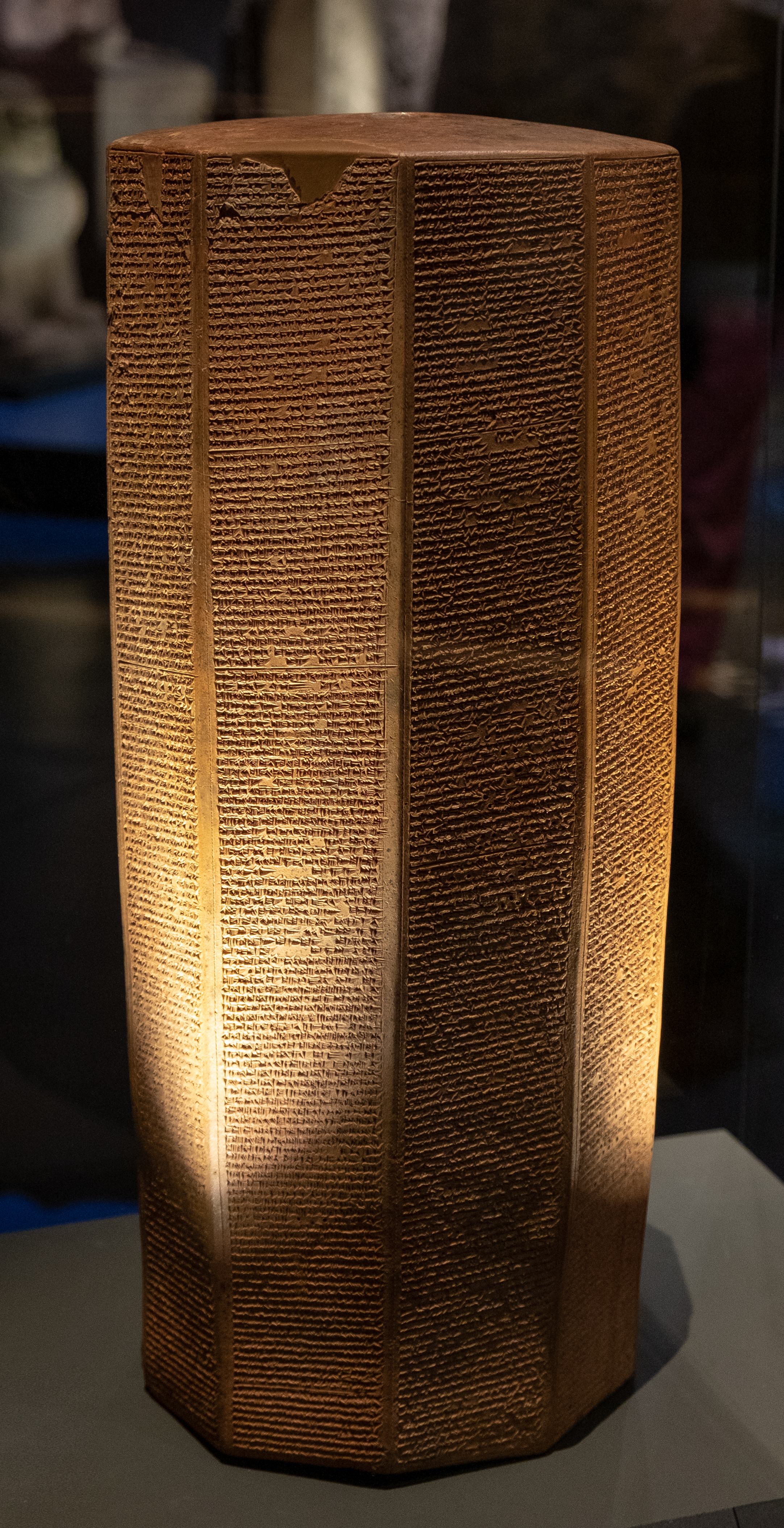
أخذت أسطوانة رسام لـ آشوربانيبال اسمها على اسم مكتشفها هرمز رسام. إنها سجل على شكل اسطوانة من 10 جوانب وهي الأكثر اكتمالاً من سجلات آشوربانيبال. نينوى، 643 قبل الميلاد. المتحف البريطاني.

من 1877 إلى 1882، أثناء إجراء أربع حملات نيابة عن المتحف البريطاني، قام رسام ببعض الاكتشافات المهمة. وتم نقل العديد من الاكتشافات المهمة إلى المتحف، وذلك بفضل اتفاق تم التوصل إليه مع السلطان العثماني من قبل زميل رسام القديم أوستن هنري لايارد، الذي أصبح الآن سفيراً في القسطنطينية، مما سمح لهرمز بالعودة لمواصلة أعمال التنقيب التي قام بها في وقت سابق من "حزم وإرسال الآثار إلى إنجلترا". ومع ذلك، لم تكن هناك نسخ مكررة ". وصدرت تعليمات إلى ممثل للسلطان أن يكون حاضراً في الحفر لفحص الأشياء كما كانت معروضة.

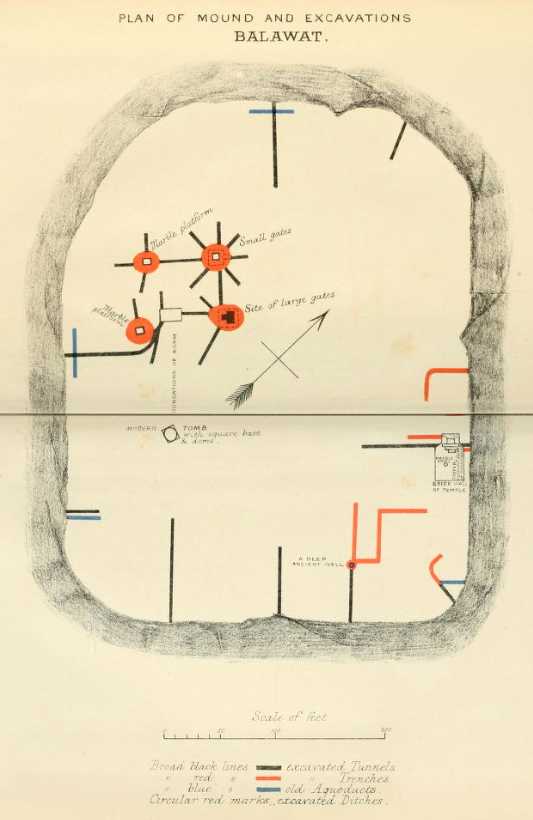
خطة حفر بوابة بلاوات 1882 ، تظهر مجموعتي البوابات التي حددها هرمز رسام

في آشور كانت اكتشافاته الرئيسية عبارة عن معبد آشور ناصربال الثاني في نمرود (كالح)، اسطوانة آشوربانيبال في نينوى، واثنين من شرائط البرونز الفريدة والمهمة تاريخياً من بوابات بلاوات. تعرف على حدائق بابل المعلقة الشهيرة مع التل المعروفة باسم بابل. قام بحفر قصر نبوخذ نصر الثاني في بورسيبا.
في مارس 1879 في موقع إيساكيلا في بابل، وجد رسام أسطوانة قورش، الإعلان الشهير لكورش الكبير الذي صُنِع في 539 قبل الميلاد لاحياء ذكرى احتلال الإمبراطورية الأخمينية لبابل.
في أبو حبة في عام 1881، اكتشف رسام معبد الشمس في سيبار. هناك وجد أسطوانات نبونيد ولوح حجرية نبو أبلا إيدينا من بابل مع نقوش بارزة وكتابة. إلى جانب ذلك، اكتشف حوالي 50 ألف لوح طيني يحتوي على حسابات المعبد.
بعد عام 1882، عاش الرسام بشكل أساسي في برايتون في إنجلترا. كتب عن الاستكشاف الآشوري البابلي، والشعوب المسيحية القديمة في الشرق الأدنى، والخلافات الدينية الحالية في إنجلترا.

### أعماله المنشورة
- The British Mission to Theodore, King of Abyssinia (1869), memoir
- Biblical Nationalities, Past and Present, article in Transactions of the Society of Biblical Archaeology, Vol.3, 8, pp. 358–385
- The Garden of Eden and Biblical Sages (1895)
- Asshur and the Land of Nimrod (1897).

## روابط خارجية
- هرمز رسام على موقع الموسوعة البريطانية (الإنجليزية)
- هرمز رسام على موقع إن إن دي بي (الإنجليزية)